# Bernard Lavenda
Bernard Howard Lavenda, né le 18 septembre 1945 à New-York, est un physicien italien connu pour ses travaux en physique statistique et en relativité générale.

## Biographie
Bernard Lavenda obtient un BSC en chimie physique à l'Université Clark en 1966. Il commence ensuite une thèse expérimentale à l'Institut Weizmann sous la direction de Ephraïm Katzir. Préférant les études théoriques il se retourne vers Aharon Katzir. Au moment de la guerre des Six Jours, celui-ci l'envoie à l'Université libre de Bruxelles dans le laboratoire d'Ilya Prigogine où il obtient son doctorat en 1970.
Après un stage post-doctoral à l'Université hébraïque de Jérusalem il obtient un poste de professeur de chimie physique à l'Université de Pise en 1972. En 1974 il devient chargé de recherche à l'institut de génétique et de biophysique à l'Université de Naples - Frédéric-II, puis professeur d'électronique et de thermodynamique dans cette université. En 1980 il devient professeur à l'Université de Camerino. Durant cette période il exerce les responsabilités de coordinateur scientifique du réseau européen de thermodynamique de la Commission européenne (1992-1996) et de directeur scientifique du centre national de thermodynamique de l'ENEA à partir de 1997.

## Distinctions
- Médaille Telesio-Galilei (2009)[2].

## Ouvrages
- (en) B. H. Lavenda, Thermodynamics of Irreversible Processes, Dover, 1993 (ISBN 0-486-67576-9)
- (en) B. H. Lavenda, Thermodynamics of Extremes, Horwood Publishing Ltd, 1996 (ISBN 1-898563-24-1)
- (en) B. H. Lavenda, Statistical Physics. A Probabilistic Approach, Dover, 1996 (ISBN 0-486-81031-3, lire en ligne)
- (en) B. H. Lavenda, A New Perspective on Thermodynamics, New York, Springer-Verlag, 2010, 207 p. (ISBN 978-1-4419-1430-9, lire en ligne)
- (en) B. H. Lavenda, A New Perspective on Relativity : An Odyssey in Non-Euclidean Geometries, Singapour, World Scientific, 2012, 668 p. (ISBN 978-981-4340-48-9 et 981-4340-48-0, lire en ligne)
- (en) B. H. Lavenda, When Physics Went Wrong, World Scientific, 2015 (ISBN 978-981-4632-92-8 et 981-4632-92-9)
- (en) B. H. Lavenda, Nonequilibrium Statistical Thermodynamics, Dover, 2019  (ISBN 978-0486833125)
- (it) B. H. Lavenda, E. Santamato, Introduzione alla Fisica Atomica e Statistica, Liguori, 1989  (ISBN 978-8820710064)
- (en) B. H. Lavenda, Seeing Gravity, 2019  (ISBN 978-1092314022)
- Références

1. ↑  Bernard H. Lavenda, « About Me », sur bernardhlavenda.com
2. ↑  (en) « Telesio-Galilei Academy of Sciences : Academy Awards 2009 »

- (en) Cet article est partiellement ou en totalité issu de l’article de Wikipédia en anglais intitulé « Bernard H. Lavenda » (voir la liste des auteurs).